# Сан Пиеро Пати
Сан Пиѐро Па̀ти (на италиански: San Piero Patti; на сицилиански: Sampieru Patti, Сампиеру Пати) е малко градче и община в Южна Италия, провинция Месина, автономен регион и остров Сицилия. Разположено е на 440 m надморска височина. Населението на общината е 3110 души (към 2011 г.).